# استان نبطیه
نَبَطیه (به عربی: محافظة النبطیة) یکی از استان‌های کشور لبنان است.
این استان در بخش‌های میانی و جنوبی لبنان قرار گرفته است.
مساحت آن ۱۰۵۸کیلومتر مربع و دارای ۱۲۹ شهر و روستا است.
سطح استان از کوه و تپه پوشیده شده است.
شهرهای اصلی آن عبارت‌اند از نبطیه، بنت جبیل و الخیام.

## شهرستان‌ها
استان نبطیه به چهار شهرستان (قضاء) و ۱۱۵ بخش (بلدیة) تقسیم شده است:
| - شهرستان نبطیه: ۳۸ بخش - شهرستان حاصبیا: ۱۹ بخش | - شهرستان مرجعیون: ۲۶ بخش - شهرستان بنت جبیل: ۳۶ بخش |  |